# Cremastosperma
Cremastosperma R.E.Fr. – rodzaj roślin z rodziny flaszowcowatych (Annonaceae Juss.). Według The Plant List w obrębie tego rodzaju znajdują się 31 gatunki o nazwach zweryfikowanych i zaakceptowanych, podczas gdy kolejne 4 taksony mają status gatunków niepewnych (niezweryfikowanych). Występuje naturalnie w klimacie równikowym Ameryki Południowej. Gatunkiem typowym jest C. pedunculatum (Diels) R.E.Fr.

## Morfologia
PokrójZimozielone drzewa.
LiścieNaprzemianległe, pojedyncze. Blaszka liściowa jest całobrzega.
KwiatyPromieniste, obupłciowe. Są pojedyncze lub zebrane po kilka w pęczki. Rozwijają się w kątach pędów lub bezpośrednio na pniach i gałęziach (kaulifloria). Działki kielicha są zrośnięte u podstawy, natomiast płatki są wolne. Kwiaty mają liczne pręciki. Zalążnia jest górna składająca się z kilku wolnych słupków.
OwoceTworzą owoc zbiorowy.

## Systematyka
Pozycja według APweb (aktualizowany system APG III z 2009)
Rodzaj wraz z całą rodziną flaszowcowatych w ramach rzędu magnoliowców wchodzi w skład jednej ze starszych linii rozwojowych okrytonasiennych określanych jako klad magnoliowych.
Lista gatunków
| - Cremastosperma antioquense Pirie - Cremastosperma awaense Pirie - Cremastosperma brevipes (DC. ex Dunal) R.E.Fr. - Cremastosperma bullatum Pirie - Cremastosperma cauliflorum R.E.Fr. - Cremastosperma cenepense Pirie & Zapata - Cremastosperma chococola Pirie - Cremastosperma dolichocarpum Pirie - Cremastosperma gracilipes R.E.Fr. - Cremastosperma juruense R.E.Fr. - Cremastosperma killipii R.E.Fr. - Cremastosperma leiophyllum (Diels) R.E.Fr. - Cremastosperma longicuspe R.E.Fr. - Cremastosperma longipes Pirie - Cremastosperma macrocarpum Maas | - Cremastosperma magdalenae Pirie - Cremastosperma megalophyllum R.E.Fr. - Cremastosperma microcarpum R.E.Fr. - Cremastosperma monospermum (Rusby) R.E.Fr. - Cremastosperma napoense Pirie - Cremastosperma novogranatense R.E.Fr. - Cremastosperma oblongum R.E.Fr. - Cremastosperma pacificum R.E.Fr. - Cremastosperma panamense Maas - Cremastosperma pedunculatum (Diels) R.E.Fr. - Cremastosperma pendulum (Ruiz & Pav.) R.E.Fr. - Cremastosperma peruvianum R.E.Fr. - Cremastosperma stenophyllum Pirie - Cremastosperma venezuelanum Pirie - Cremastosperma westrae Pirie |